# アイリーン&エリカ
アイリーン&エリカは、日本の双子のモデル・タレント・声優・ナレーター・DJ・サッカー場内アナウンス・MC・アイリーン・スターマンズとエリカ・スターマンズの2人（ともに1969年1月7日生）をいう。

## メンバー
- アイリーン・スターマンズ

姉。
- エリカ・スターマンズ

妹。

## 概要
- オランダ人の父と日本人の母を持つハーフ。テンプル大学ジャパンキャンパス卒業。
- オーストラリア・メルボルン生まれ。一卵性双生児で、アイリーンが姉、エリカが妹。血液型はともにO型。合気道の準初段を所有。1986年10月にCBSソニー主催の｢ティーンズ・ポップ・コンテスト｣でヤングジャンプ賞を受賞。
- 1987年2月、CBSソニーよりアニメ映画『みんなあげちゃう』（1987年3月公開）主題歌「みんなあげちゃう」（c/w：「愛はナイス・フィーリング」）でレコードデビューを果たした[1]。
- 現在、英会話講師もしている。

## 出演

### 情報・バラエティ番組
- 世界バリバリ★バリュー（TBS系）
- SPORTS BEAT（テレビ東京系、オープニングアクトレギュラー）
- 木原光知子のフィットネス・スイミング（NHK、レギュラー）
- 中学校実力養成講座・英語（NHK、レギュラー）
- ドーナツ6（TBS系、レギュラー）
- パワーONステーション（テレビ大阪、レギュラー）
- 人気スターチーム対抗歌合戦（日本テレビ系、アシスタントレギュラー）
- ベストカップル歌合戦（日本テレビ系、同上）
- スーパーモーニング（テレビ朝日系、レポーター）

### ラジオ
- Siesta Bim Bam Boom（横浜FM放送、メインDJレギュラー）
- ケント・デリカットのGood Feel Music（アール・エフ・ラジオ日本、アシスタントレギュラー）
- アイリーン&エリカのDouble Trouble Station（TBS系、レギュラー）

## ディスコグラフィ
みんなあげちゃう（1987年、CBSソニー）
作詞：岩里祐穂 / 作曲：小森田実 / 編曲：椎名和夫
- （c/w）愛はナイス・フィーリング

作詞：森塚理世 / 作曲：瀬井広明 / 編曲：椎名和夫
That Boy of Mine（1987年、CBSソニー）
作詞：ケント・デリカット、森由里子 / 作曲：西岡千恵子 / 編曲：唐木裕史
- （c/w）本気1/2

作詞：森由里子 / 作曲：西岡千恵子 / 編曲：唐木裕史